# Nelson Bomilcar
Nelson Marialva Bomilcar (São Paulo, 14 de novembro de 1955) é músico, multi-instrumentista, compositor, produtor musical, teólogo e escritor brasileiro, conhecido por sua produção musical e literária cristã. Seus trabalhos ganharam destaque em meados da década de 1970, através da missão Vencedores Por Cristo.

## Carreira

### Infância e Adolescência
Nelson iniciou seus estudos musicais em casa com sua mãe, Laura, que era cantora do rádio, pianista e violonista. Suas principais referências eram Dorival Caymmi, Inezita Barroso, Tom Jobim e João Gilberto, com a Música Popular Brasileira e Bossa Nova. Estudou piano com Gilda Magliocca no erudito e Camélia Alves no popular, violão clássico com Flávio Vitorino, Carlos Iafelice e Almir Navogim e musicalização, teoria e solfejo com Osvaldo Lacerda e o maestro Lutero Rodrigues na Escola Municipal de Música.
Na adolescência, estudou o contrabaixo acústico também na Escola Municipal de Música com Sandor Molnar Jr e recebeu influências dos festivais da TV Record, orquestra da TV Tupi, Clube da Esquina, Hermeto Pascoal, Zimbo Trio, Lennon e McCartney e o Rock paulistano da Aclimação e da Pompéia com Mutantes, Moto Perpétuo, Som Imaginário (Zé Rodrix), além de Guilherme Arantes. Com seu primo Guto Marialva começou a tocar em bailes e festas na noite paulistana.

### Missão Vencedores Por Cristo
Após a sua conversão à fé cristã em 1972, Nelson fez parte de equipes missionárias com os Vencedores por Cristo, onde conheceu parceiros de composição como Guilherme Kerr Neto, Jorge Rehder, Jorge Camargo e Sérgio Pimenta, entre outros. Fez parte de produções como De Vento em Popa (1977). Participou também do álbum Nova Jerusalém, o trabalho de estreia do Grupo Elo.

### Outras produções e trabalhos
Na década de 1980 e 1990 e 2000, realizou diversas produções musicais com o Grupo Semente, Jovens da Verdade, Jorge Camargo, Adhemar de Campos, Projeto Raízes, Asaph Borba, Confraria das Artes e muitos outros. Nelson realizou estudos teológicos em São Paulo e Vancouver, Canadá, e atuou como ministro e pastor em Igrejas protestantes nas cidades de São Paulo, Campinas, João Pessoa e Apucarana, além de apoiar diversas comunidades cristãs em formação por todo o Brasil.
Na década de 2000, iniciou seus trabalhos como escritor.

### Programa Sons do Coração
Desde 1998, Nelson dedica-se à produção do programa Sons do Coração, atualmente no ar através da Rádio Transmundial. O programa visa divulgar produções brasileiras independentes de música cristã, entrevistas e reflexões sobre o tema da Adoração na Bíblia Sagrada.

## Discografia
- 2005: Caminhos do Coração

## Publicações
- Bomilcar, Nelson (2005). O melhor da Espiritualidade Brasileira. São Paulo: Mundo Cristão. ISBN 9788573253948
- Bomilcar, Nelson (2012). Os Sem-Igreja. São Paulo: Mundo Cristão. ISBN 9788573257786
- Bomilcar, Nelson (2018). A Hora da Restauração. [S.l.]: Rádio Trans Mundial. ISBN 9788554630065
- Bomilcar, Nelson (2022). Diálogos - Cuidado pastoral, espiritualidade e arte. [S.l.]: W4. ISBN 9786587009285